# Joseph Olivier
Joseph Adolphe Théophile Olivier (2. december 1874 i Paris - 21. maj 1901) var en fransk rugbyspiller som deltog i OL 1900 i Paris.
Olivier blev olympisk mester i Rugby under OL 1900 i Paris. Han var med på det franske rugbyhold som vandt rugbyturneringen.